# Udden
För andra betydelser, se Udden (olika betydelser).
Udden är sedan 2015 en tätort i Eskilstuna kommun i Södermanlands län belägen söder om Väsbyviken, strax väster om Torshälla. Tätorten omfattar bebyggelse i Udden och området Amtorp i Tumbo socken samt området Rostorp i Torshälla socken. 

## Befolkningsutveckling
| Befolkningsutvecklingen i Udden 2015–2020                                                                | Befolkningsutvecklingen i Udden 2015–2020 | Befolkningsutvecklingen i Udden 2015–2020 | Befolkningsutvecklingen i Udden 2015–2020 | Befolkningsutvecklingen i Udden 2015–2020 |
| --- | ----------------------------------------- | ----------------------------------------- | ----------------------------------------- | ----------------------------------------- |
| |                                           |                                           |                                           |                                           |
| År |                                           |                                           | Folkmängd                                 | Areal (ha)                                |
| 2015 | 2015                                      |                                           | 259                                       | 120                                       |
| 2020 | 2020                                      |                                           | 357                                       | 122                                       |
| Anm.: ny tätort 2015. Var innan dess småort och fritidshusområde som 2010 hade 179 invånare på 58 hektar |                                           |                                           |                                           |                                           |